# Font de l'Hoste
La Font de l'Hoste és una font del terme municipal de Sarroca de Bellera, al Pallars Jussà, dins del territori del poble de Sarroca de Bellera.
Està situada a 1.034 m d'altitud, a prop i al sud-oest de Sarroca de Bellera, a la part baixa del Bosc de Sarroca, a ponent de la Borda de Gassol, a l'esquerra de la llau del Forn Vell. Situada a la dreta del barranc de la Font de l'Hoste, és a prop i a ponent de la Font de Peret.